# Raymond Pierre Penne
Raymond Pierre Penne (* 18. November 1770 in Coarraze, Département Pyrénées-Atlantiques; † 19. Juni 1815 bei Bierges, Belgien) war ein französischer General der Infanterie.

## Leben und Wirken
Am 23. August 1788 trat Penne als Freiwilliger in die Armee ein. Er war als Dragoner in Paris stationiert und beendete diesen Dienst 1790. 
In der Armée de Sambre-et-Meuse konnte er sich schon bald auszeichnen: Lieutenant (3. September 1792) und Capitaine (24. November 1793). Nach einigen Versetzungen nahm Penne an verschiedenen Kriegszügen in Deutschland, Österreich und Italien teil.
Mit Wirkung vom 6. August 1811 ernannte Napoleon Penne zum général de brigade und holte ihn anlässlich seines Invasion in Russland in den Generalstab. 
Ende August 1813 wurde Penne bei einem Gefecht verwundet und konnte nach Frankreich zurück. Nach seiner Gesundung blieb er in Paris, nahm aber an der Schlacht bei Paris (30. März 1814) nicht teil. Nach Napoleons Abdankung (→Vertrag von Fontainebleau (11. April 1814)) wurde Penne zum Anhänger der Bourbonen. Er unterstützte König Ludwig XVIII., aber als Napoleon die Insel Elba verließ und dessen Herrschaft der Hundert Tage begann, schloss sich Penne wieder dem Kaiser an.
Er bekam ein Kommando unter General François Antoine Teste und nahm an der Schlacht bei Ligny (16. Juni 1815) teil, wo er verwundet wurde. Drei Tage später, in der Schlacht bei Wavre (18./19. Juni 1815) wurde er nahe bei Bierges getötet.

## Ehrungen
- 25. März 1804 Ritter der Ehrenlegion
- 27. Juli 1809 Offizier der Ehrenlegion
- 1810 Ordre de la Couronne de fer
- 15. August 1810 baron de l’émpire
- 18. Juli 1813 Commandeur der Ehrenlegion
- 20. August 1814 Ritter des Ordre royal et militaire de Saint-Louis
- Sein Name findet sich auf dem nördlichen Pfeiler (2. Spalte) des Triumphbogens am Place Charles de Gaulle (Paris)